# Stubenberg (Ausztria)
Stubenberg osztrák község Stájerország Hartberg-fürstenfeldi járásában. 2017 januárjában 2172 lakosa volt.

## Elhelyezkedése

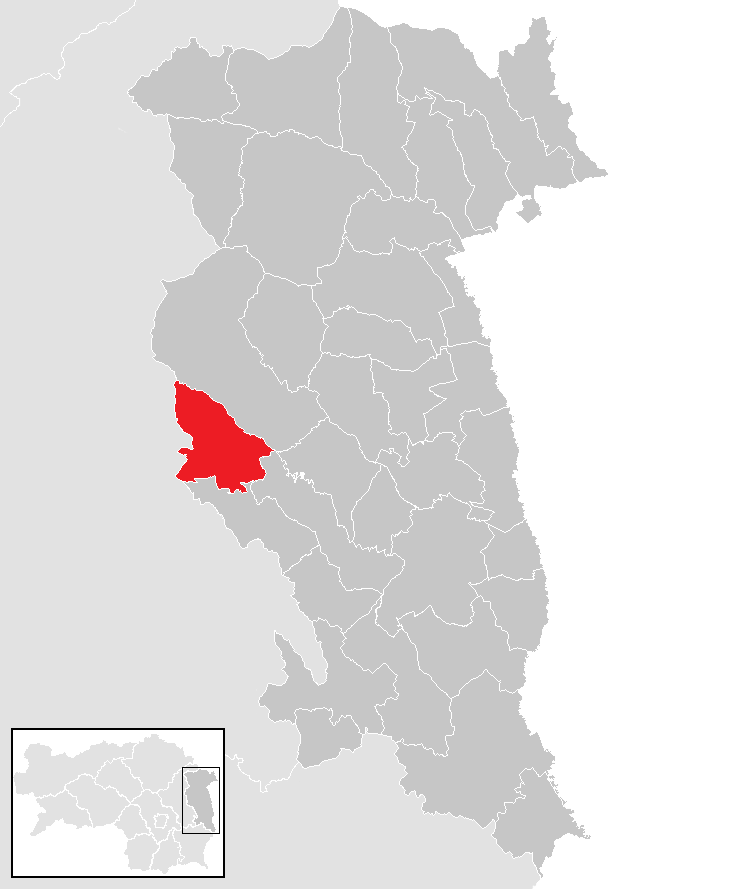
Stubenberg a Hartberg-fürstenfeldi járásban

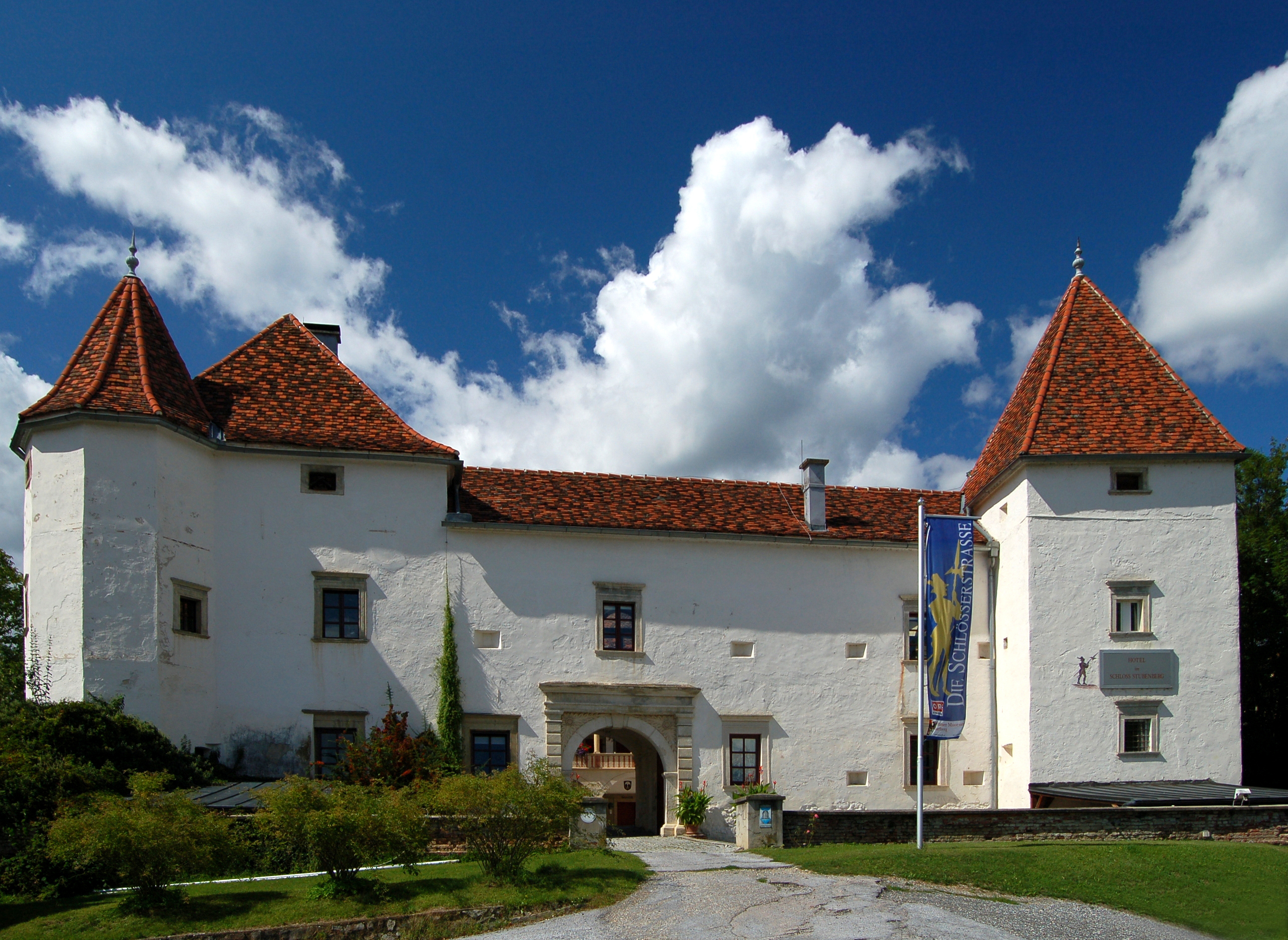
A stubenbergi kastély

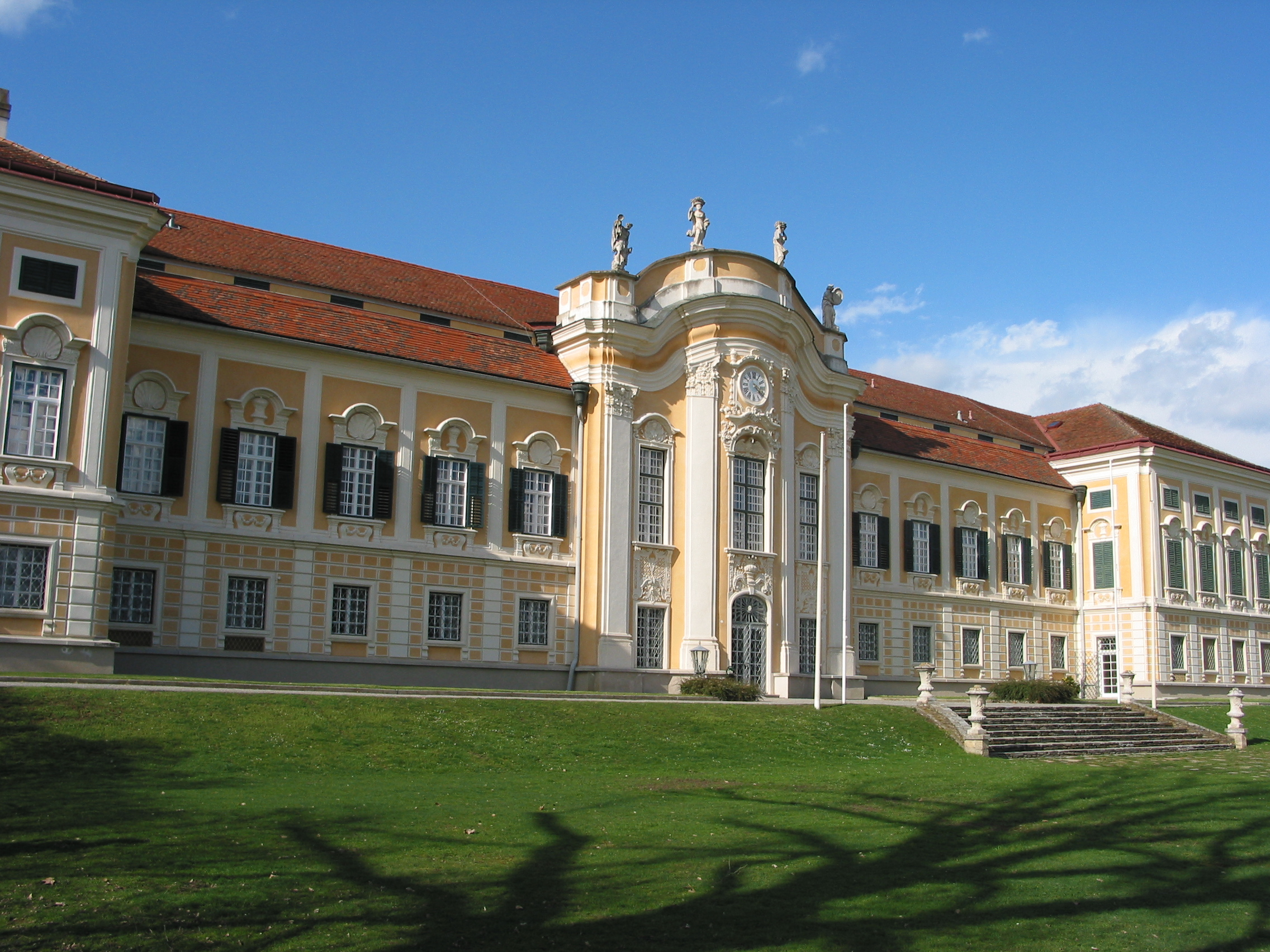
Schielleiten kastélya

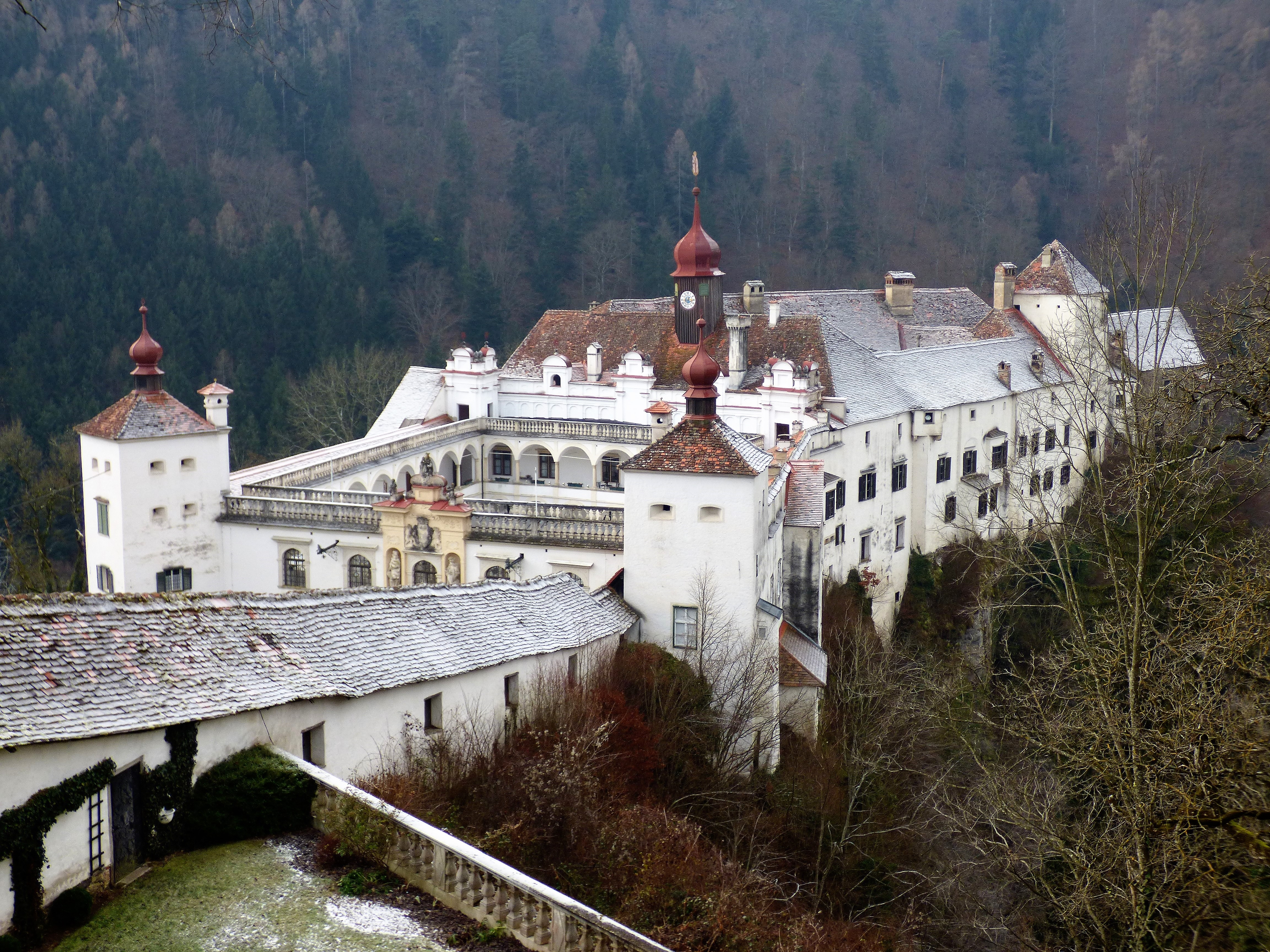
Herberstein kastélya

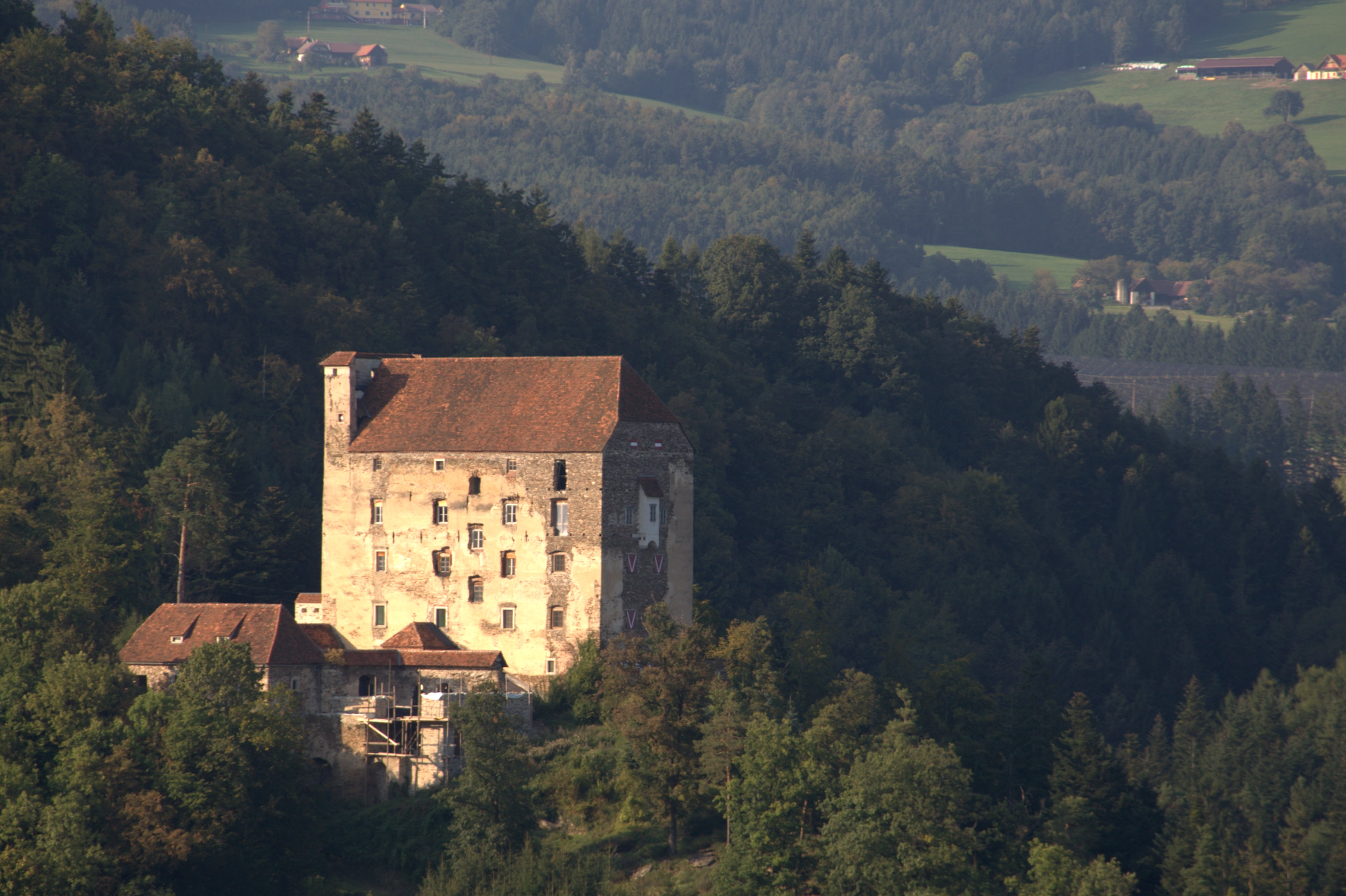
Neuhaus vára

Stubenberg a Fischbachi-Alpok délkeleti lábainál fekszik a Feistritz folyó völgye melletti Stubenbergi-medencében, amely kb. 2 két km hosszú és 1 km széles; és amelyet északon a Rabenwald (1280 m), nyugaton a Kulm (975 m), délen a Buchberg (532 m), keleten pedig harmadlagos folyóközi dombhátak szegélyeznek. Legnagyobb állóvize a 40 hektáros, mesterséges Stubenbergsee. Az önkormányzat 5 települést egyesít: Buchberg bei Herberstein (189 lakos), Freienberg (272), Stubenberg am See (699), Vockenberg (419), Zeil bei Stubenberg (709).  
A környező önkormányzatok: északkeletre Pöllau, délkeletre Hartl, délre Feistritztal, nyugatra Puch bei Weiz, északnyugatra Floing.

## Lakosság
A stubenbergi önkormányzat területén 2017 januárjában 2172 fő élt. A lakosságszám 1961 óta 2100-2300 körül ingadozik. 2015-ben a helybeliek 96,5%-a volt osztrák állampolgár; a külföldiek közül 1,4% a régi (2004 előtti), 1,7% az új EU-tagállamokból érkezett. 2001-ben a lakosok 95,4%-a római katolikusnak, 0,8% evangélikusnak, 2,1% pedig felekezet nélkülinek vallotta magát. Ugyanekkor 3 magyar élt a községben.

## Látnivalók
- a stubenbergi kastély eredetileg a középkorban épült vár volt, amelyről Stájerország egyik legrégebbi és legbefolyásosabb családja kapta a nevét. A 17. századig 5 tartományi kormányzót adtak és veszély esetén nagyobb hadsereget tudtak kiállítani, mint a salzburgi érsek. A reformáció során protestánsokká váltak és száműzték őket Bajorországba. Az épületet a Stubenbergek távozása után a Drachslerek kapták meg (ők alakítottáj át reneszánsz kastéllyá, zárt, árkádos belső udvarral. 1632-ben a Herbersteinek, a 19. században a Wurmbrand grófok szerezték meg. Henriette von Wurmbrand-Stuppach grófnő 1926-ban a ferences apácarendnek adományozta; tőlük 1980-ban került Frank és Margaritha Schleicherhez. Ma szálloda és kultúrközpont.
- Altschielleiten várának romjai. A vár stratégiai pontot védett. 1730-ban lakói a mellette felépített kastélyba költöztek, az épület pedig fokozatosan romba dőlt. 1813-ban már romként írnak róla.
- a késő barokk Schielleiten-kastélyt a Wurmbrand-Stuppach grófok építtették 1720-30 között. Eredetileg nagyobb épületet terveztek, de anyagi problémák miatt idő előtt befejezték az építkezést. A kastély 1906-ig a családé maradt, majd házasság révén a Tacoli márkiké lett, akik 1921-ben eladták az iparmágnás Frank Whiteheadnek. Ő a gazdasági világválságban tönkrement, a kastély 1935 körül az osztrák államé lett. A második világháború alatt sportiskola működött benn, majd a grazi gyerekkórház ideiglenes szállásaként, végül katonai kórházként szolgált. Ma ismét sportiskola.
- Herberstein várkastélya egy meredek sziklán áll és eredetileg a 13. században épült. Nevét Herwig von Krottendorf Herwigstein, a Stubenbergek vazallusa után kapta. Az erődöt a 16. század közepén reneszánsz stílusban lakóépületté alakították át. A várkastély ma is a Herberstein-família tulajdonában van, egy része vezetővel látogatható.
- Neuhaus várát a 14. század közepén építette a Stubenbergek egyik vazallusa, Hans von Neuhaus. 1455 körül a Drachslerek szerezték meg. Egy 1541-es tűzvész után átépítették, ekkor nyerte el mai formáját. 1663-ban Georg Andree von Wurmbrand-Stuppach kezére került, aki a török és kuruc veszély miatt megerősítette. 1800 körül egy villámcsapás következtében megrongálódott és utána romba dőlt. 1982-ben a Vetter von der Lilie grófok megvásároltak és rekonstruálták.
- a Szt. Miklós-plébániatemplom
- a Stubenbergsee
- a herbersteini állatkert
- a stubenbergi szurdok

## Fordítás
- Ez a szócikk részben vagy egészben  a   Stubenberg (Steiermark) című német Wikipédia-szócikk ezen változatának fordításán alapul.  Az eredeti cikk szerkesztőit annak laptörténete sorolja fel. Ez a jelzés csupán a megfogalmazás eredetét és a szerzői jogokat jelzi, nem szolgál a cikkben szereplő információk forrásmegjelöléseként.